# Петерсберг (Саксонія-Ангальт)
Петерсберг (нім. Petersberg) — громада в Німеччині, розташована в землі Саксонія-Ангальт. Входить до складу району Заалє.
Площа — 102,68 км2. Населення становить 9332 ос. (станом на 31 грудня 2021).